# Challenger de Estambul-2 2013
El American Express – TED Open 2013 fue un torneo de tenis profesional que se jugó en pistas dura. Se trató de la 26ª edición del torneo que forma parte del ATP Challenger Tour 2013 . Tuvo lugar en Estambul, Turquía entre el 9 de septiembre y el 15 de septiembre de 2013.

## Jugadores participantes del cuadro de individuales

### Cabezas de serie
| País                | Jugador                 | Rank1 | Favorito | Posición en el torneo |
| ------------------- | ----------------------- | ----- | -------- | --------------------- |
| Bandera de España   | Guillermo García-López  | 74    | 1        | Semifinales           |
| Bandera de la India | Somdev Devvarman        | 114   | 2        | Primera ronda         |
| Bandera de Italia   | Matteo Viola            | 138   | 3        | Segunda ronda         |
| Bandera de Ucrania  | Illya Marchenko         | 145   | 4        | Final                 |
| Bandera de Alemania | Peter Gojowczyk         | 146   | 5        | Segunda ronda         |
| Bandera de Italia   | Flavio Cipolla          | 158   | 6        | Cuartos de final      |
| Bandera de España   | Daniel Muñoz de la Nava | 159   | 7        | Primera ronda         |
| Bandera de Alemania | Philipp Petzschner      | 163   | 8        | Segunda ronda         |

- 1 Se ha tomado en cuenta el ranking del día 26 de agosto de 2013.

### Otros participantes
Los siguientes jugadores recibieron una invitación (wild card), por lo tanto ingresan directamente al cuadro principal:
- Tuna Altuna
- Baris Erguden
- Peter Gojowczyk
- Anil Yuksel

Los siguientes jugadores ingresan al cuadro principal tras disputar el cuadro clasificatorio:
- David Rice
- Joshua Milton
- Egor Gerasimov
- Denis Matsukevich

## Campeones

### Individual Masculino
- Mikhail Kukushkin derrotó en la final a  Illya Marchenko, 6-3, 6-3

### Dobles Masculino
- Jamie Delgado /  Jordan Kerr derrotaron en la final a  James Cluskey /  Adrián Menéndez, 6-3, 6-2